# Parlement de Toulouse
Le parlement de Toulouse est une institution française de l'Ancien Régime. Ce parlement est une cour de justice souveraine, sur le modèle de celui de Paris, pour juger en appel, au nom du roi, des affaires civiles, criminelles et ecclésiastiques.
Le parlement de Toulouse doit beaucoup à l'action menée par les États de Languedoc, qui le réclament au nom de l'éloignement de Paris et de la spécificité du droit méridional. Il est donc le premier du genre créé en province. Après plusieurs tentatives, il est définitivement mis en place en 1443 par le roi Charles VII. Son ressort évolue entre les XVe et XVIIIe siècles. À l'origine, il est le parlement des terres où s'exerce le droit romain, soit la moitié méridionale du royaume, la patria occitana ou « Languedoc » – du Rhône à l'Atlantique, des Pyrénées au Massif central. Rapidement cependant, son étendue est réduite par la création de nouveaux parlements, parmi lesquels celui de Bordeaux en 1462.
La composition du personnel parlementaire connaît également des évolutions. À l'origine, ce sont dix-sept parlementaires, clercs et laïcs pour moitié. Progressivement, dans le cadre de l'accroissement du pouvoir royal et de la judiciarisation de la monarchie à la période moderne, la complexification et la multiplication des procédures judiciaires, mènent à l'augmentation sensible du nombre de parlementaires, jusqu'à une centaine à la fin du XVIIIe siècle. Dans la ville de Toulouse, ils forment une élite judiciaire, mais aussi politique et culturelle, jalouse de son autorité et de ses privilèges.
Dans ce cadre, le parlement, organe du pouvoir royal, n'en est pas moins régulièrement en conflit avec les autres institutions locales – consulats municipaux, sénéchaussées et présidiaux, États et intendants de la province de Languedoc. À Toulouse, il n'est pas rare de voir les parlementaires s'opposer aux décisions prises par les capitouls de la ville. Au XVIIIe siècle, le parlement de Toulouse se fait le protecteur des droits et des libertés languedociennes face à l'absolutisme royal. L'échec de la réforme judiciaire voulue par le chancelier Maupeou, cassée par le roi Louis XVI en 1774, marque l'apogée de l'influence politique du parlement de Toulouse.
Les jugements les plus célèbres du parlement de Toulouse sont l'affaire Martin Guerre en 1560, le procès de Giulio Cesare Vanini  en 1619, du duc de Montmorency en 1632, et l’affaire Calas en 1762, les quatre résultant en la condamnation à mort de l'accusé.
La Révolution française, dont les prémices ont été encouragées par les parlementaires, n'en est pas moins fatale au parlement de Toulouse. En 1790, dans le cadre de la profonde transformation politique et de la réforme judiciaire que connaît la France, il est supprimé. Pendant la Terreur, les poursuites menées par les autorités révolutionnaires contre les anciens parlementaires marquent la fin de cette élite politique et judiciaire toulousaine. Depuis la destruction du palais du parlement au milieu du XIXe siècle, le souvenir du parlement disparu subsiste en partie dans l'actuel palais de justice que borde la place du Parlement.

## Histoire

### Origines
En 1271, après la mort de la dernière comtesse de Toulouse, Jeanne, et de son époux, le prince capétien Alphonse, le comté de Toulouse est réuni au domaine royal. Le roi, Philippe le Hardi, confirme la primauté du droit écrit qui était en vigueur dans les parties méridionales du royaume. Quand il entre, le 25 mai 1272, à Toulouse, il confirme le droit particulier qui s'y exerce. À partir de 1280, contre le versement de 5 000 moutons d'or, Philippe le Hardi accorde de faire juger les affaires des sénéchaussées méridionales par des commissaires permanents qui se fixent à Toulouse. Le 18 janvier 1279/1280, il donne à Vincennes des lettres instituant une commission judiciaire à Toulouse pour les sénéchaussées de Toulouse, Carcassonne, Périgord, Rodez, Quercy et Beaucaire. La cour du Parlement de Paris reste cependant la seule du royaume et juge en appel tous les procès des sénéchaussées méridionales. C'est pourquoi des envoyés du Parlement se rendent dans le Midi et s'assemblent chaque année au mois de juillet. On les trouve en 1273 dans l'abbaye de Sorèze, entre 1277 et 1279 à Toulouse. Les comptes-rendus des affaires sont conservés au Parlement de Paris, dans la chambre du Languedoc.
En 1291, Philippe le Bel réforme le système et crée une nouvelle commission de magistrats destinés à régler les appels des sénéchaussées méridionales. Pierre d'Arrablay siège en 1291 à Carcassonne, puis en 1293 à Montpellier, avant que les réunions des commissaires ne soient suspendues à cause du manque d'argent. En 1302, Philippe le Bel rétablit une cour de justice souveraine à Toulouse. Il confirme par une ordonnance cette décision lors de sa venue à Toulouse en 1303 : une séance inaugurale de ce premier Parlement de Toulouse se tient en présence du roi, du chancelier Étienne de Suizy et du connétable Gaucher V de Châtillon, sur la place devant la cathédrale Saint-Étienne, dans un bâtiment en bois construit pour l'occasion. Ce premier parlement est composé de deux présidents, Pierre de Cherchemont et Jacques de Saint-Bonnet, six conseillers laïcs, six conseillers clercs, un procureur du roi et un greffier. Ils sont ensuite installés au château Narbonnais, auprès du viguier de Toulouse qui y a sa garnison. L'activité est alors balbutiante, mais le Parlement peut casser les arrêts des capitouls, peut demander des comptes aux sénéchaux et aux viguiers dans l'administration de la justice. Ce premier Parlement est cependant supprimé par Louis le Hutin en 1315.

### Premier Parlement et disparition
En 1419, les États de Languedoc demandent le rétablissement du Parlement au dauphin Charles, venu à Carcassonne demander l'aide et le soutien financier de la province dans sa lutte contre le roi d'Angleterre. Lors des États de Languedoc tenus à Carcassonne, le dauphin Charles (futur Charles VII) décide par des lettres patentes du 20 mars 1420 d'ériger le Parlement en cour souveraine. Ce Parlement institue un parlement pour la province de Languedoc et pour la partie du duché de Guyenne située en deçà de la Dordogne. Il choisit Dominique de Flourence, archevêque de Toulouse, comme président, et nomme onze conseillers et deux greffiers. Les audiences de ce Parlement commencent au mois de mai 1420. Une des premières affaires, le procès de Querbant, pose le problème de la participation de clercs à des procès criminels et agite les milieux universitaires toulousains. L'affaire pousse finalement les conseillers clercs à se retirer du Parlement, tandis que des magistrats comme Jean Jouvenel sont appelés à les remplacer en juillet 1421. Mais en 1425, une épidémie de peste noire touche la ville de Toulouse : Charles VII décide le 23 septembre 1425 le déplacement du Parlement à Béziers, dans le palais de Jean Bétisac. Dans le même temps, le roi et les parlementaires entrent en conflit au sujet de la cession du comté de Bigorre et de la seigneurie de Lourdes au comte de Foix, Jean Ier de Grailly : il doit envoyer des émissaires pour que l'édit de cession soit enregistré par le Parlement. En 1426, les parlementaires fuient Béziers sous la menace de bandes de routiers et se réfugient à Narbonne.
Mais, à la demande des États généraux de Chinon, le Parlement est supprimé le 7 octobre 1428. Le 26 avril 1429, les deux parlements de Paris et de Toulouse sont réunis par Charles VII à Poitiers, ce qui entraîne la suppression effective du second. Les parlementaires toulousains ne reviennent à Toulouse qu'à la fin de cette année, mais les Parisiens s'opposent au rétablissement du Parlement de Toulouse. Le 18 avril 1437, sans trancher définitivement, Charles VII établit provisoirement une cour souveraine à Montpellier et y envoie des commissaires généraux pour juger souverainement ; puis il en charge les commissaires généraux de Montpellier. Les États de Languedoc demandent cependant le rétablissement du Parlement, particulièrement en 1438 lors de la venue de Charles VII à Toulouse.

### Rétablissement du Parlement
Le 11 octobre 1443, Charles VII donne l'édit de Saumur qui rétablit définitivement le Parlement de Toulouse et le stabilise dans cette ville. Son ressort s'étend à tout le Midi du royaume de France, principalement les régions de droit écrit, et elle juge en appel et souverainement tous les appels des cours inférieures. Celles-ci sont aussi bien les cours de justice des sénéchaussées et des bailliages, mais aussi les vigueries, les justices municipales, seigneuriales et royales inférieures. Leur appel s'exerce également pour d'autres justices particulières telles que les juges d'appeaux, les bourses de marchands, les grueries et les amirautés.
Les parlementaires sont au nombre de dix-sept : deux présidents, Aynard de Bletterens et Jacques de Meaux, venus tous deux du Parlement de Paris, douze conseillers (six laïcs et six clercs), un procureur général, un avocat général et un greffier. Ils peuvent s'adjoindre plusieurs juges pris parmi les conseillers d'État de Toulouse.
L'ouverture du Parlement est fixée au 4 juin 1444, en présence de deux envoyés du roi – Jean d'Étampes, maître des requêtes de l'hôtel du Roi, et Jacques Cœur, argentier du Roi – et du gouverneur de la province de Languedoc, Tanguy du Châtel. Le parlement s'installe le 4 juin 1444 dans une salle du château Narbonnais, mais sa rentrée solennelle n'a lieu que le 11 novembre suivant.
À ses débuts, il étend son ressort du Rhône à l'Atlantique, des Pyrénées au Massif central. Mais la création du Parlement de Bordeaux, en 1462, lui enlève la Guyenne, une partie de la Gascogne, les Landes, l'Agenais, le Bazadais et le Périgord. Par lettre patente datée le 19 juillet 1474, le roi Louis XI ordonna que le Quercy ressortît désormais au Parlement de Toulouse, à la suite de la fin de l'apanage de la Guyenne, à savoir la mort de Charles de France en 1472. Par ailleurs, cette lettre indique que le Parlement devait se réfugier à Revel à cause de la peste : « Actum Revelli, in Parlamento, tertia die Septembris, anno Domini millesimo quadrigentesimo septuagesimo-quarto. ». En 1590, Henri IV crée un parlement rival de celui de Toulouse à Carcassonne, où se rendent les parlementaires qui lui sont fidèles.

### XVesiècle
Le ressort du Parlement, extrêmement vaste, permet aux parlementaires d'être saisis sur des affaires très diverses. En 1447, il enregistre les lettres de grâce en faveur de Jean IV, comte d'Armagnac, et de son fils Jean, vicomte de Lomagne, qui s'étaient révoltés contre le roi pour obtenir de conserver le comté de Comminges. En 1453, les parlementaires doivent régler un problème de préséance entre trois vainqueurs des Jeux floraux.
Les affaires les plus graves restent cependant celles qui touchent à la religion, alors que le royaume de France est agité par la question des investitures ecclésiastiques, bouleversées depuis la Pragmatique sanction de Bourges, et le schisme qui résulte des conflits internes de la papauté. À Nîmes, le chapitre de la cathédrale s'oppose entre 1441 et 1449 au cardinal Guillaume d'Estouteville, nommé par le pape Eugène IV. En janvier 1450, à la suite de la nomination de Guillaume d'Estouteville à la commende de Lodève, Geoffroy Soreau est élu évêque de Nîmes, mais son élection est contestée par le cardinal Alain de Coëtivy, qui fait valoir les promesses de nomination qu'Eugène IV lui a faites : il est finalement débouté par un arrêt du Parlement.
En 1454, Charles VII renforce l'importance du Parlement de Toulouse : les parlementaires toulousains sont autorisés à avoir séance au Parlement de Paris. La même année, à la mort du premier président Jacques de Meaux, il crée un troisième poste de président du Parlement. En 1455, la peste frappe à nouveau la ville et une partie des parlementaires se réfugie provisoirement à Lavaur.
Après la mort de Charles VII, Louis XI confirme depuis Bordeaux, par lettres patentes du 2 octobre 1461, le Parlement de Toulouse, mais il renouvelle la moitié des conseillers qui lui déplaisent, tel le premier président Pierre Varinier. Surtout, avant de quitter Bordeaux, il crée un nouveau parlement dans cette ville, auquel il attribue les sénéchaussées de Gascogne, de Guyenne, d'Agenais, de Bazadais et des Landes, enlevées au Parlement de Toulouse. À l'appel des capitouls, Louis XI se rend à Toulouse qui vient de subir un terrible incendie : il confirme alors l'abandon du latin pour les plaidoiries. En 1464, une nouvelle épidémie de peste chasse à nouveau les parlementaires de Toulouse, qui résident à Albi durant l'été 1463, puis à Béziers durant l'automne et jusqu'en janvier 1464. Le Parlement de Toulouse et Louis XI rentrent à nouveau en conflit en 1466 lorsque, avec l'appui du président des États de Languedoc et lieutenant-général du roi, Jean de Bourbon, les sénéchaussées de Beaucaire et de Carcassonne demandent à être séparées du Parlement de Toulouse : le conflit s'envenime en 1467 et Louis XI suspend plusieurs parlementaires, enlève les affaires les plus sensibles au Parlement pour les confier à Jean de Bourbon.
Les parlementaires sont utilisés comme négociateurs avec les puissances voisines. Jean Duverger, troisième président au Parlement, se rend en Aragon afin de rencontrer le roi Jean II, mis en difficulté par le déclenchement en 1462 d'une véritable guerre civile en Catalogne qui met en péril l'unité de la Couronne. Jean II, qui lutte contre les institutions catalanes, la Députation de la Généralité et le Conseil de Cent, obtient l'appui de Louis XI, à qui il emprunte 200 000 doublons gagés sur les comtés de Cerdagne et de Roussillon.
Le Parlement est constitué initialement d'une Grande Chambre tenue par deux présidents, six religieux et six notables. Avant la fin du XVe siècle, on lui adjoindra la Chambre des enquêtes (1451) qui s'occupera des jugements sur preuves écrites, et la Chambre de la Tournelle (1491) jugeant les affaires criminelles.

### XVIesiècle

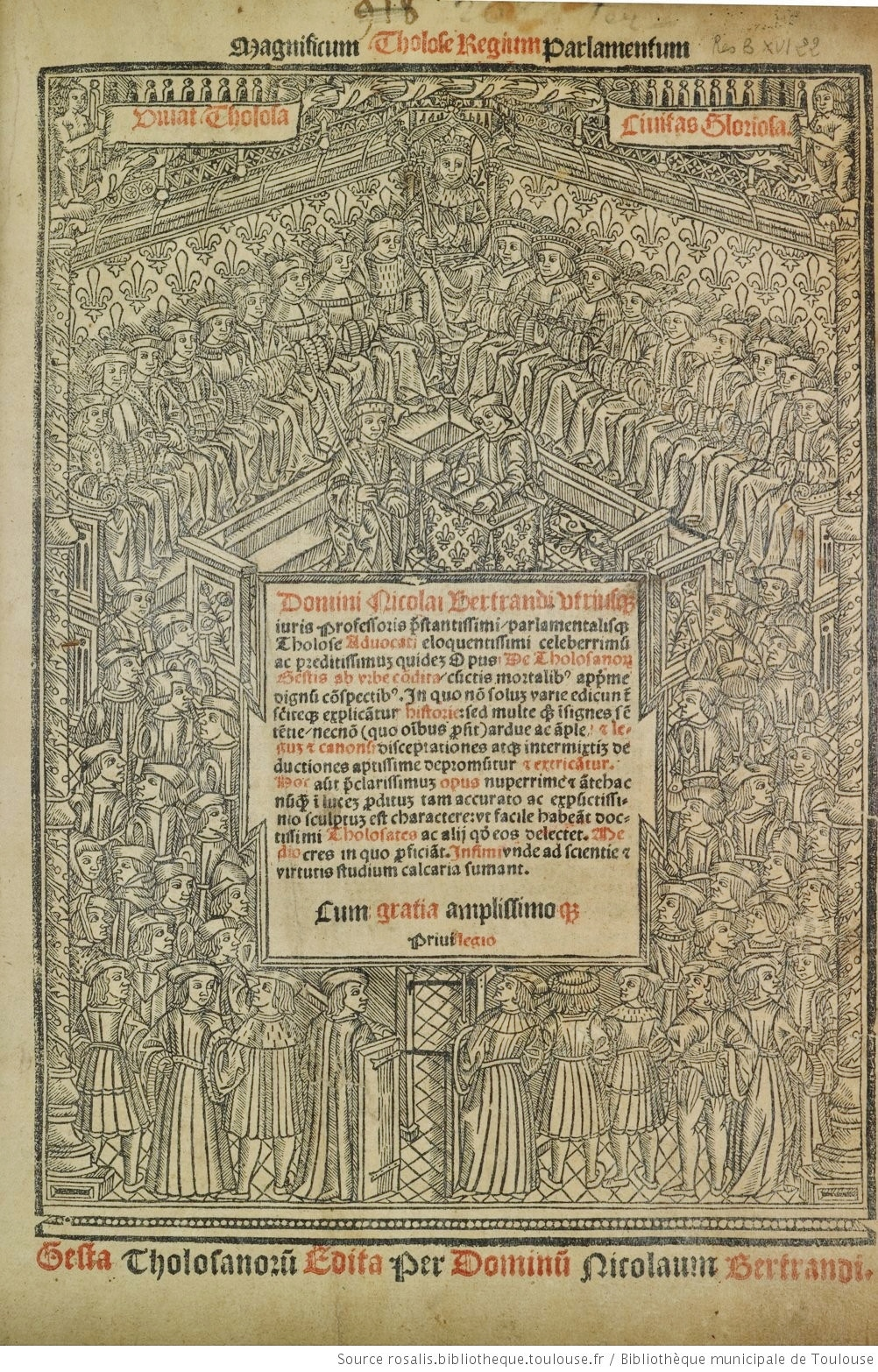
Gravure de 1515 représentant une séance du Parlement de Toulouse présidée par François Ier (roi de France).

En 1527, le roi François Ier règle le rang entre les parlements du royaume et confirme le parlement de Toulouse au deuxième rang, après celui de Paris.
Au XVIe siècle, sont créées la Chambre des grands jours, comité restreint chargé de juger rapidement les affaires civiles et criminelles, la Chambre des Requêtes (1543) pour certaines causes féodales, la Table de Marbre (1547) s'occupant des eaux et forêts, de pêche et de chasse, la Chambre des Vacations assurant la continuité des travaux durant les 126 jours de vacances d'été du Parlement.
Chacune de ces chambres va avoir un ou plusieurs présidents. En 1519 l'effectif du Parlement est de trente conseillers, soit 75% de celui du Parlement de Paris. En 1547 l'effectif est de quatre premiers présidents et de 56 conseillers.
Certains parlementaires sont aussi chargés de missions diplomatiques, soit à l'étranger, soit dans le royaume. Ces voyages sont la cause principale d'un absentéisme important (en 1515, 11 conseillers sur 29 sont présents et en 1526, 12 sur 46). Certains parlementaires jouent un rôle auprès des princes. Le conseiller Jean de Mansencal devient le conseiller de la sœur de François Ier, Marguerite d'Angoulême, duchesse d'Alençon. Marie de Portugal, infante et héritière des domaines de sa mère, Éléonore de Habsbourg, prend pour chancelier de ses domaines le président Michel Du Faur de Saint-Jory.
Le parlement est l'outil de la justice royale. En 1526, à la suite des exactions commises par Marthe, la comtesse d'Astarac, contre la population de la ville de Mirande, le parlement décide de la confiscation de ses domaines. Marthe, son fils Jean, et son époux, Gaston III de Foix-Candale, s'opposent à la décision du parlement qui envoie une troupe menée par le président Guillaume de Tournoër pour la faire appliquer. En 1545, après la difficile succession de Claude de Foix, c'est Charles de Luxembourg qui doit abandonner, sous la menace d'une troupe envoyée par le parlement devant le château de Villemur-sur-Tarn, les vicomtés de Lautrec et de Villemur qu'il refusait de rendre au roi de Navarre Henri II.
L'opposition entre le pouvoir royal et le parlement se rencontre aussi dans la désignation du personnel parlementaire. En 1524, à la mort du premier président Pierre de Saint-André, les parlementaires toulousains proposent les noms de Guillaume de Tournoër, Jean de Basilhac et Michel de Vabres pour le remplacer. Finalement, Marguerite d'Angoulême porte son choix sur un Milanais, fidèle de François Ier, qui était président au parlement de Bordeaux, Jacques de Minut. La création de nouvelles charges permet également d'accroître les revenus royaux, malgré le refus du parlement. En 1525, la création d'une deuxième charge d'avocat général, au profit de Jean d'Ulmo, n'est obtenue qu'après quatre lettres de jussion et un arrêt du Grand Conseil.
En 1526, le traité de Madrid est signé et François Ier est libéré. Le 5 avril, la procession de la Fête-Dieu, règlementée par le parlement, est organisée entre la cathédrale Saint-Étienne et l'abbatiale Saint-Sernin. Un groupe de seize protestants, dont le conseiller Jean de Fayet, perturbent les cérémonies et, mis en accusation par le parlement, s'enfuient avant d'être arrêtés.
À partir de la fin du XVIe siècle, les parlementaires toulousains prennent le dessus sur la municipalité (les capitouls) pour le contrôle de la vie culturelle toulousaine.

### XVIIesiècle
Au XVIIe siècle, le Parlement de Toulouse est dominé par la famille de Fieubet et les familles alliées. Gaspard de Fieubet, premier président de 1653 à 1686, est le relais dans le Midi de la politique menée par Louis XIV, y compris contre les protestants. Le premier président est nommé à cette charge par le roi. Le Parlement de Toulouse est alors une cour importante, qui comporte plus d'une centaine d'officiers, dont une douzaine de présidents et une centaine de conseillers. Ce nombre est élevé parce que la monarchie crée beaucoup d'offices pour les vendre. En conséquence, le Parlement pèse particulièrement dans la ville : les parlementaires, leurs familles et leurs domestiques représentent environ 4 000 personnes, soit plus de 13 % de la population intra-muros.
Le premier président du Parlement de Toulouse touche annuellement un peu plus de 800 livres de traitement (qui n'est pas toujours régulièrement payé), 3 000 livres de pension royale et des épices, dont le montant ne dépasse pas 2 500 livres. Ces revenus sont importants, mais ne permettent pas de couvrir les dépenses nécessaires pour tenir son rang. De fait, si les parlementaires toulousains sont riches, c'est parce que c'est nécessaire pour tenir leur charge et non l'inverse, les présidents du Parlement étant en moyenne deux fois plus riches que les conseillers, parce que leur office vaut beaucoup plus.   
En 1679, en application d'un édit royal, la Chambre mi-partie (composée de catholiques et de protestants) de Castres est supprimée et ses magistrats sont intégrés dans le Parlement de Toulouse. Parmi eux, les réformés doivent ensuite, en application de la révocation de l'édit de Nantes en 1685, abandonner leurs charges ou abjurer. En 1685, deux arrêts du Parlement de Toulouse condamnent un groupe de marchands portugais, accusés d'être des juifs cachés, à être brûlés vifs en place publique. Ils ne sont en fait brûlés qu'en effigie, le but du procès étant, pour le Trésor royal, de confisquer leurs biens.

### XVIIIesiècle

Carte des Parlements sous l'Ancien Régime.

Au cours du XVIIIe siècle, les parlements – et particulièrement le parlement de Paris – entrent en conflit avec l'absolutisme monarchique. En 1771, le chancelier René-Nicolas de Maupeou décide de briser la résistance du parlement de Paris et de remodeler profondément le système judiciaire. En janvier 1771, par arrêt du Conseil du roi, les parlementaires parisiens sont arrêtés et exilés, le ressort du parlement est divisé en plusieurs conseils supérieurs, les charges des parlementaires sont confisquées et la vénalité des offices est abolie, tandis que de nouveaux offices sont créés, les magistrats étant désignés par le roi et payés par l'État. Le parlement de Toulouse connaît à son tour, par deux édits donnés à Compiègne le 20 août 1771, la réforme voulue par Maupeou. Le parlement est supprimé, puis recréé comme conseil supérieur, avec un nombre réduit de magistrats et un ressort amputé. Un conseil supérieur est créé à Nîmes, avec autorité sur les sénéchaussées de Montpellier, de Nîmes et du Puy.
À son avènement en 1774, Louis XVI décide de rétablir les parlements. Le conseil supérieur est supprimé le 28 février 1775, tandis que l'ancienne cour est réinstallée.

## Siège

### Palais du Parlement
Le Tribunal de la Cour d'Appel de Toulouse occupe aujourd'hui la Grand'Chambre du Parlement de Toulouse. Il en conserve un plafond du XVe siècle, à caisson de menuiserie suspendu à la charpente. Des sondages réalisés en 1999-2000 ont permis de découvrir que sous les repeints du XIXe siècle subsistent en partie les décors peints autour de 1492.

## Composition et organisation

### Composition
La Grand'Chambre est la chambre principale du Parlement. Elle juge en appel les sentences des juridictions inférieures de son ressort. Les cas de crime de lèse-majesté lui sont soumis, ainsi que les procès concernant les pairs, les apanages, les parlementaires et les affaires de la régale. Elle est composée du premier président, quatre présidents à mortier, dix-neuf conseillers laïcs, deux conseillers clercs et trois conseillers d'honneur – dont l'archevêque de Toulouse.
Le parlement se spécialise progressivement dans ses structures. On distingue en plus de la Grand'Chambre :
- les Chambres des Enquêtes : elles sont chargées des enquêtes judiciaires. En 1789, elles étaient au nombre de deux, chacune composée de deux présidents et de dix-sept conseillers ;
- la Chambre des Requêtes : elle est chargée de juger les personnes bénéficiant de lettres de Committimus (privilège de juridiction) et les établissements ecclésiastiques bénéficiant de lettres de « garde gardienne ». En 1789, elle est composée d'un président et de douze conseillers ;
- la Chambre de la Tournelle (ou chambre criminelle) : elle est chargée des affaires de grande criminalité entraînant la peine de mort, la condamnation aux galères ou le bannissement. En 1789, elle est composée de trois présidents et dix-sept conseillers ;
- les Gens du Roi : ils reçoivent leurs ordres du roi et présentent les décisions royales pour l'enregistrement. En 1789, on compte un procureur général, trois avocats du roi et cinq substituts, auxquels s'ajoutent les greffiers et les huissiers.

Les plaideurs sont représentés par les avocats et les procureurs.

### Recrutement
Les parlementaires sont des officiers royaux, propriétaires de leurs charges. Inamovibles depuis 1497, ils la transmettent à leurs héritiers grâce à la redevance annuelle de la paulette. Depuis 1644, ils ont obtenu la noblesse au premier degré. En 1665, une ordonnance fixe le prix d'acquisition à 300 000 livres pour un président à mortier et à 100 000 livres pour un conseiller. Les prix baissent considérablement au cours du XVIIIe siècle. Les compétences juridiques des futurs magistrats sont vérifiées par un examen organisé par les parlementaires en exercice (les candidats étant le plus souvent des membres de leur famille), aussi les contemporains déplorent l'inculture de beaucoup de candidats. Beaucoup s'indignent également de l'extrême jeunesse de beaucoup de conseillers (il y en eut à 19 ans) et même de présidents (dès 20 ans).
Les ordonnances de 1660 et de 1665 fixent à quarante ans l'âge pour acquérir une présidence, vingt-sept ans pour les conseillers, trente ans pour les procureurs. Mais elles sont peu appliquées. Cette piètre qualité de nombreux parlementaires induisait un fort absentéisme, aggravé par la longueur des « vacances » annuelles.

## Chronologie des principaux événements et des nominations des premiers présidents
- 29 mai 1420 : Le parlement est rétabli de manière provisoire à Toulouse, par le dauphin, régent du royaume[42] ;
- 1420 : Dominique de Florence ;
- 1420 : Jean Jouvenel ;
- 23 septembre 1425 : le Parlement est transféré à Béziers à cause de la peste ;
- jusqu'en 1428 : Jean de Saint-Étienne ;
- 7 octobre 1428 : Charles VII réunit le Parlement de Toulouse à celui de Paris siégeant à Poitiers ;
- 18 avril 1437 : le roi rétablit provisoirement un nouveau parlement et y envoie des commissaires généraux pour juger souverainement ; puis il en charge les commissaires généraux de Montpellier ;
- 11 octobre 1443 : Charles VII donne l'édit de Saumur qui rend le Parlement de Toulouse stable à Toulouse pour les pays de Languedoc[9] ;
- 4 avril 1444 :
  - Ouverture du Parlement de Toulouse ;
  - Aynard de Bletterens, conseiller au Parlement de Paris, premier président de celui de Toulouse, il meurt en fonction le 10 juin 1449 ;
- 12 novembre 1449 : Jacques de Meaux, il meurt en 1454 ;
- 5 décembre 1454 : Pierre Varinier, qui était, en 1450-1451, docteur en lois, chancelier du duc d'Orléans, il est destitué par Louis XI en 1460 ;
- 4 juin 1461 : Jean Dauvet, il est nommé premier président du Parlement de Paris en 1465 ;
- 2 octobre 1461 : par lettres patentes, le Parlement de Toulouse est confirmé par Louis XI[9] ;
- 10 mars 1465 : Henri Marle, il est destitué en 1467 ;
- 1467 : le Parlement est supprimé par Louis XI, mais rétabli peu après ;
- 11 février 1467 : Louis de Lavernade, il est destitué peu après ;
- 1468 : le Parlement revient à Toulouse ;
- 23 décembre 1472 : Bernard Lauret[43], il meurt le 7 août 1495 ;
- 1474 : le siège du Parlement est provisoirement transféré à Revel, en raison de la peste[14]
- 31 août 1495 : Jean de Sarrat, il meurt le 24 juin 1503 ;
- 13 juin 1504 : Nicolas de Saint-Pierre, il meurt en 1509 ;
- 31 mai 1509 : Pierre de Saint-André, il meurt en 1524 ;
- 2 août 1524 : Jacques de Minut, il meurt le 6 novembre 1536 ;
- 27 novembre 1536 : Jean Bertrandi, il quitte sa place pour celle de 3e président du Parlement de Paris le 12 novembre 1538, puis 1er président en 1550, garde des sceaux de France. À la mort de son épouse, en 1555, il entra dans les ordres et devint évêque de Comminges, en 1555, archevêque de Sens en 1557, et cardinal la même année. Il meurt à Venise en 1560 ;
- 7 mars 1538 : Jean de Mansencal, il meurt en 1562 ;
- 1561 ? : Michel Du Faur de Saint-Jory, il meurt en 1561 ;
- 14 janvier 1562 : Jean Daffis, il meurt le 15 août 1581 ;
- 4 septembre 1581 : Jean-Étienne Duranti, gendre du précédent, il est tué le 10 février 1589 ;
- 19 juillet 1589 : Pierre d'Auxerre, nommé par Henri IV, il meurt en 1593 sans être installé ;
- 7 juillet 1597 : Pierre Du Faur de Saint-Jory, il meurt en mars 1600 ;
- 3 juin 1602 : Nicolas de Verdun, il est nommé premier président du Parlement de Paris le 9 avril 1611 ;
- 21 juillet 1611 : François de Clary, il cède sa charge à son gendre Gilles Le Masuyer en septembre 1615 et meurt en septembre 1616[44] ;
- 9 septembre 1615 : Gilles Le Masuyer, il meurt de la peste en 1631 ;
- 19 juin 1632 : Jean de Bertier, il meurt le 28 avril 1653 ;
- juin 1653 : Gaspard de Fieubet, il meurt le 8 novembre 1686 ;
- 13 juillet 1687 : Thomas-Alexandre de Morant, il était auparavant intendant de Bourbonnais en 1675, intendant de Provence (1680-1687), il démissionne en 1710 ;
- novembre 1710 : François de Bertier, il meurt en 1722 ;
- 1722 : Joseph-Gaspard de Maniban, il meurt le 30 août 1762 ;
- 14 novembre 1762 : François de Bastard, il démissionne en 1769 ;
- 9 décembre 1769 : Pierre-Louis-Anne Drouin de Vaudeuil, il démissionne en 1770 ;
- 14 novembre 1770 : Joseph de Niquet, il démissionne en 1787 ;
- 1787 : Jean-Louis Emmanuel Augustin de Cambon.

#### Ouvrages généraux
- Jean-Baptiste Dubédat, Histoire du parlement de Toulouse, 2 vol., in-8°, éd. Rousseau, Paris, 1885.
- Eugène Lapierre, « Le Parlement de Toulouse », Revue de législation ancienne & moderne française et étrangère, vol. 4, éd. Dalloz, Paris, 1874, p. 489-507 et p. 573–627 (lire en ligne ici et là).
- Eugène Lapierre, Le parlement de Toulouse, son ressort, ses attributions et ses archives, impr. Bonnal et Gibrac, Toulouse, 1869 (lire en ligne).
- Jean-Louis Gazzaniga, « Le parlement de Toulouse et l'administration en Languedoc aux XVe et XVIe siècles », Histoire comparée de l'administration, (IVe - XVIIIe siècles). Actes du XIVe Colloque historique franco-allemand, Tours, 27 mars - 1er avril 1977, Munich, 1980, p. 429-436 (lire en ligne).
- Jacques Poumarède et Jack Thomas (dir.), Les Parlements de province. Pouvoirs, justice et société du xve au XVIIe siècle, Presses universitaires du Midi, Toulouse, 1996 (lire en ligne).

#### Ouvrages spécialisés

##### Par période
- (en) William H. Beik, « Magistrates and popular uprisings in France before the Fronde: the case of Toulouse », The Journal of Modern History 46/4 (1974), p. 585-608.
- Recueil de pièces historiques relatives aux guerres de religion de Toulouse, éd. Auguste Abadie, Paris, 1862 (lire en ligne).
- Carole Delprat, « Les magistrats du parlement de Toulouse durant la Ligue », Annales du Midi, Tome 108, N°213, 1996, p. 39-62 (lire en ligne).
- Ludovic Azéma, « Le parlement de Toulouse et le gallicanisme sous Louis XV », dans Les Parlements de province : Pouvoirs, justice et société du XVe au XVIIe siècle, Toulouse, Presses universitaires du Midi, coll. « Méridiennes », 1996, 810 p. (ISBN 978-2-912025-00-5, lire en ligne), p. 357-376.
- Ludovic Azéma, La politique religieuse du Parlement de Toulouse sous le règne de Louis XV, Collection d'histoire du droit, no 18, Presses universitaires d'Aix-Marseille, Aix-en-Provence, 2010.
- Henry Jaudon, La question du blé au parlement de Toulouse, in-8°, éd. Rousseau, Paris, 1895, 79 p.
- Maurice Virieux, « Une enquête sur le Parlement de Toulouse en 1718 », Annales du Midi, tome 87, no 121, 1975, p. 37-65 (lire en ligne).
- Amédée Thomas-Latour, Les dernières années du parlement de Toulouse, de 1788 à 1794 : esquisses historiques et judiciaires de la Révolution, Toulouse, 1851 (lire en ligne).
- Matthieu Bertozzo, « Le 3 novembre 1789, la mise au pas des juges sous la Révolution. De la vacance indéterminée à l'abolition des Parlements d'Ancien Régime », Revue générale du droit on line, no 22827, 2015 (lire en ligne).

##### Personnel parlementaire
- Carole Delprat, « Savoirs et déboires d'un juriste, Bernard de La Roche Flavin (1552-1627) », Histoire, économie et société, nos 19/2,‎ 2000, p. 163-184.
- Thierry Herttando, « Un conseiller calviniste au parlement de Toulouse : Jean de Coras (1515 ? -1572) », dans Les Parlements de province : Pouvoirs, justice et société du XVe au XVIIe siècle, Toulouse, Presses universitaires du Midi, coll. « Méridiennes », 1996, 810 p. (ISBN 978-2-912025-00-5, lire en ligne), p. 733-740.
- Jacques Krynen, « À propos des Treze livres des parlemens de France », dans Les Parlements de province : Pouvoirs, justice et société du XVe au XVIIe siècle, Toulouse, Presses universitaires du Midi, coll. « Méridiennes », 1996, 810 p. (ISBN 978-2-912025-00-5, lire en ligne), p. 691-705.
- Jean-Claude Paulhet, « Les parlementaires toulousains à la fin du dix-septième siècle », Annales du Midi, t. 76, no 67,‎ 1964, p. 189-204 (lire en ligne).
- Jacques Poumarède, « Les arrêtistes toulousains », dans Les Parlements de province : Pouvoirs, justice et société du XVe au XVIIe siècle, Toulouse, Presses universitaires du Midi, coll. « Méridiennes », 1996, 810 p. (ISBN 978-2-912025-00-5, lire en ligne), p. 369-391.
- Jack Thomas, « Gens de justice à Toulouse au temps de Louis XIV », dans Bernadette Suau, Jean-Pierre Amalric et Jean-Marc Olivier (dir.)., Toulouse, une métropole méridionale : Vingt siècles de vie urbaine. Actes du 58e Congrès de la Fédération historique de Midi-Pyrénées, Toulouse, Presses universitaires du Midi, coll. « Méridiennes », 2009, 1094 p. (ISBN 978-2-8107-0950-2, DOI 10.4000/books.pumi.33936, lire en ligne), p. 163–186.
- Fleury Vindry, Les Parlementaires français au XVIe siècle, tome 2, fascicule 2, Parlement de Toulouse, Librairie Henri Champion, Paris, 1912 (lire en ligne).

##### Arrêts et décisions remarquables
- Collection et remarques du Palais faites par moi Étienne de Malenfant. Toulouse ADHG : BH Ms 147. Recueil d'actes et d'anecdotes écrit par Étienne de Malenfant, greffier du Parlement au début du XVIIe siècle. Copie du XVIIIe siècle.
- Bernard de La Roche-Flavin, Arrests notables du Parlement de Toulouse, impr. R. Colomiez, in-4°, Toulouse, 1617, 556 p.

##### Bâtiment: château Narbonnais et palais de justice de Toulouse
- Maurice Prin et Jean Rocacher, Le Château Narbonnais : Le parlement et le palais de justice de Toulouse, éd. Privat, 1991, 190 p. (ISBN 978-2-7089-8624-4).
- Jean Rocacher, « La description du palais du Parlement de Toulouse par l'ingénieur François Garipuy (31 août 1778) », Mémoires de la Société archéologique du Midi de la France, t. 51,‎ 1991, p. 223-250 (lire en ligne)
- Marie-Laure Fronton-Wessel, « Le plafond peint de la Grand'Chambre de la Cour d'Appel de Toulouse », Mémoires de la Société archéologique du Midi de la France, t. 59,‎ 1999, p. 163-175 (lire en ligne)
- Jean Catalo, « La création du palais royal de Toulouse », dans Toulouse, métropole méridionale : Vingt siècles de vie urbaine (Actes du 58e Congrès de la Fédération historique de Midi-Pyrénées), Toulouse, Presses universitaires du Midi, coll. « Méridiennes », 2009, 1094 p. (ISBN 978-2-912025-50-0, lire en ligne), p. 257-267